# Madeleine de Saxe
Madeleine de Saxe (né le 7 mars 1507  à Dresde, mort le à 25 janvier 1534 Berlin) est margravine de Brandebourg.

## Biographie
Elle est la neuvième enfant mais la deuxième fille survivante de Georges de Saxe et de son épouse Barbara Jagellon, fille du grand-duc de Lituanie et roi de Pologne Casimir IV Jagellon et d'Élisabeth de Habsbourg.
Sa grand-mère maternelle Élisabeth de Habsbourga revendiqué le duché de Luxembourg dans les années 1460 en tant que deuxième fille d'Élisabeth de Luxembourg, dernière héritière de Luxembourg. 
Madeleine épouse en 1524 le futur électeur de Brandebourg Joachim II Hector de Brandebourg (1505-1571), fils aîné et héritier de Joachim Ier Nestor de Brandebourg (1484-1535), lui-même fils aîné et héritier de Jean Ier Cicéron de Brandebourg (1455-1499) et de Marguerite de Thuringe (1449-1501), électrice douairière de Brandebourg, elle-même fille aînée et héritière de Guillaume II de Thuringe (1425-1482) et d'Anne d'Autriche (fille aînée du roi des Romains Albert II et d'Élisabeth de Luxembourg).

## Mariage et descendance
Le 6 novembre 1524, Madeleine épouse, à Dresde, Joachim II Hector de Brandebourg. Ils ont sept enfants :
- Jean II Georges de Brandebourg, électeur de Brandebourg ;
- Barbara de Brandebourg (1527-1595), en 1545, elle épouse le duc Georges II de Brzeg (†1586) ;
- Élisabeth de Brandebourg (1528-1529) ;
- Frédéric de Brandebourg (1530-1552), archevêque de Magdebourg ;
- Albert de Brandebourg (1532-1532) ;
- Georges de Brandebourg (1532-1532) ;
- Paul de Brandebourg (1534-1534).

Après la mort de Madeleine survenue un et demi avant que son époux ne devienne électeur, Joachim II Hector se remarie à Cracovie le 1er septembre 1535 à Hedwige Jagellon, enfant unique du grand-duc de Lituanie et roi de Pologne Sigismond Ier et de sa première épouse Barbara Zápolya.